# Jaraczewo
Jaraczewo è un comune rurale polacco del distretto di Jarocin, nel voivodato della Grande Polonia.
Ricopre una superficie di 132,89 km² e nel 2004 contava 8 257 abitanti.